# 어린이 보호기금
어린이 보호 기금(Children's Defense Fund, CDF)은 1973년 마리안 에델맨이 설립한 아동보호를 목적으로 하는 비영리기구이다. 기구의 목표는 아이들을 방치하지 말자(Leave No Child Behind)이며 아동 보호를 위한 정책 수립에 연방 정부는 물론 각 지자체와 학교 관계자에 압력을 행사한다. 때문에 이익 집단으로 구별하기도 하며 정부의 자금 지원 없이 개인 및 지자체, 주민의 기부에 따라 운영된다.
아동 권리를 저해하고 해치는 행위 혹은 아동학대를 조명하고 공공의 이익과 관심을 이끌도록 하는데 주목적을 두고 있으며 함께 성인을 대상으로 아동 교육에 대해 성공적인 자녀 교육을 위한 심포지움을 열기도 한다.
CDF는 아이들의 삶이 개선되도록 하는 것 자체가 모든 사람의 삶을 개선하는 방편이라고 믿는다. 때문에 선거권이 없는 모든 미국내 아동이 리더십을 키우고 다음 세대로 성장할 수 있도록 돕고 있다.